# Felsőtold
Felsőtold é um município da Hungria, situado no condado de Nógrád. Tem 10,83 km² de área e sua população em 2015 foi estimada em 125 habitantes.